# Molí Nou del Bosc
El Molí Nou del Bosc, Molí Nou o Molí de Baix és un molí del terme municipal de Castellcir, a la comarca del Moianès, protegit com a Bé Cultural d'Interès Local.

## Descripció

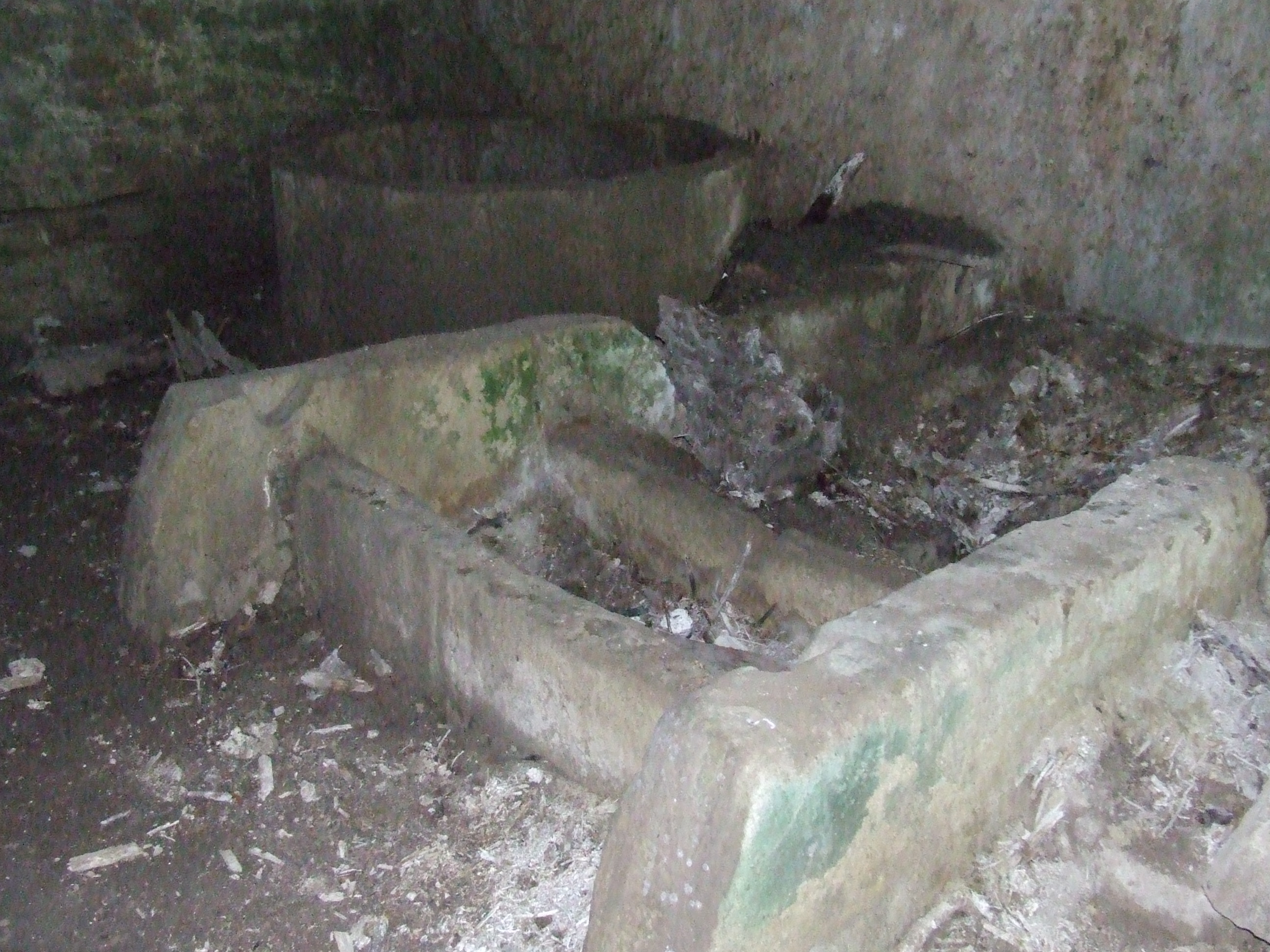
Restes de la sala de molta

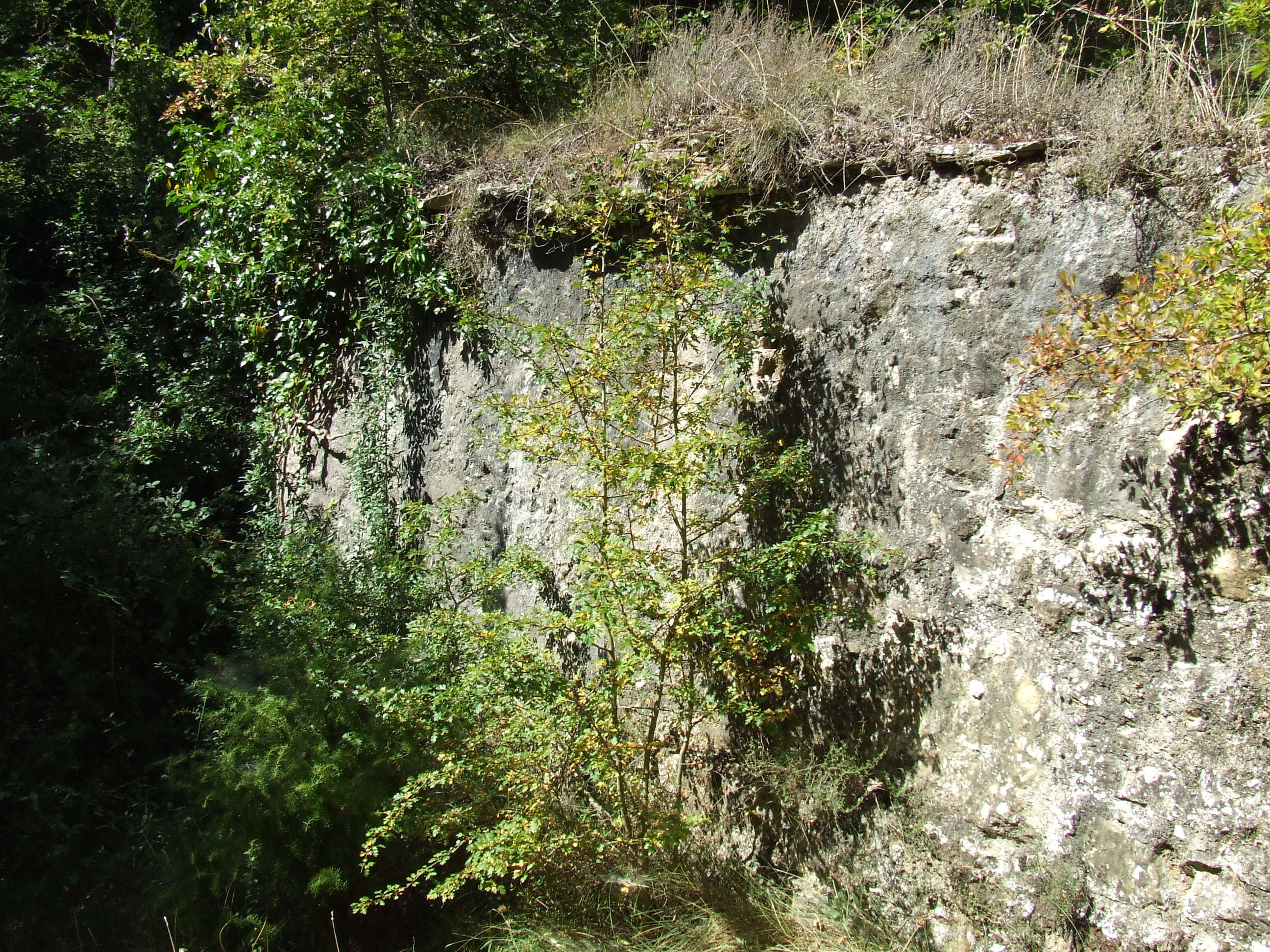
Paret occidental de la bassa

Està situat a la part meridional del terme, a la dreta del torrent del Bosc i a l'esquerra de la riera de Castellcir. Pertanyia a la masia del Bosc, que es troba al nord-nord-est del molí. És just a migdia del lloc que conté les restes del Molí del Mig. El seu accés és fàcil amb tota mena de vehicles fins al Molí del Bosc, però des d'aquest lloc cal continuar a peu. Es travessa la riera de Castellcir, i cal continuar aigües avall per l'esquerra de la riera fins que, al cap de poc més de 400 metres s'arriba a les poques restes que queden del Molí del Mig. Uns quatre-cents metres més al sud, pel mateix camí, es troba el Molí Nou del Bosc.
Era el darrer, cronològicament i seguint aigües avall la Riera de Castellcir, d'una sèrie de tres molins que aprofitaven la mateixa aigua, passant-se-la de l'un a l'altre. El molí superior el Molí del Bosc, més al sud hi havia el Molí del Mig, i finalment, l'inferior era el Molí Nou del Bosc. Se'n té referència almenys des del 1791, any en què consta com a habitat.
Les seves restes, malgrat l'abandonament, són encara imponents. A l'extrem nord, es conserva l'espai de la bassa íntegre. És de forma triangular, amb el vèrtex mirant a migdia, i les parets de llevant i de ponent conservades en bona part de la seva alçada original; però no la septentrional, pràcticament desapareguda. A l'extrem sud, s'obre el pou que duu l'aigua de la bassa al carcabà.
Aprofitant el desnivell, l'edificació del molí, molt sencera malgrat l'abandonament, s'obre en un pla inferior. La façana més meridional del conjunt encara supera els 10 metres d'alçada. En aquesta zona, que arriba a una alçada de tres pisos, es conserva el molí pròpiament dit, i, al damunt seu, bona part de l'habitatge dels moliners.
Pel caràcter de la construcció s'intueix que deuria tenir un paper rellevant. S'hi insinua fins a una certa alçada de planta baixa i dos pisos, amb bigues de roure, que configuraven un habitatge amb finestres emmarcades amb pedra carejada. En la façana posterior hi trobem uns contraforts i la sortida d'aigua del molí. A la façana sud-est i en un nivell inferior hi ha una cisterna o mina amb volta de mig punt, la zona de molta també amb una volta de mot punt i els elements del molí, més una tercera sala amb una pilastra d'on parteixen dues voltes.